# Thestor umbra
Thestor umbra är en fjärilsart som beskrevs av Grose-smith 1901. Thestor umbra ingår i släktet Thestor och familjen juvelvingar. Inga underarter finns listade i Catalogue of Life.